# Great Fish River

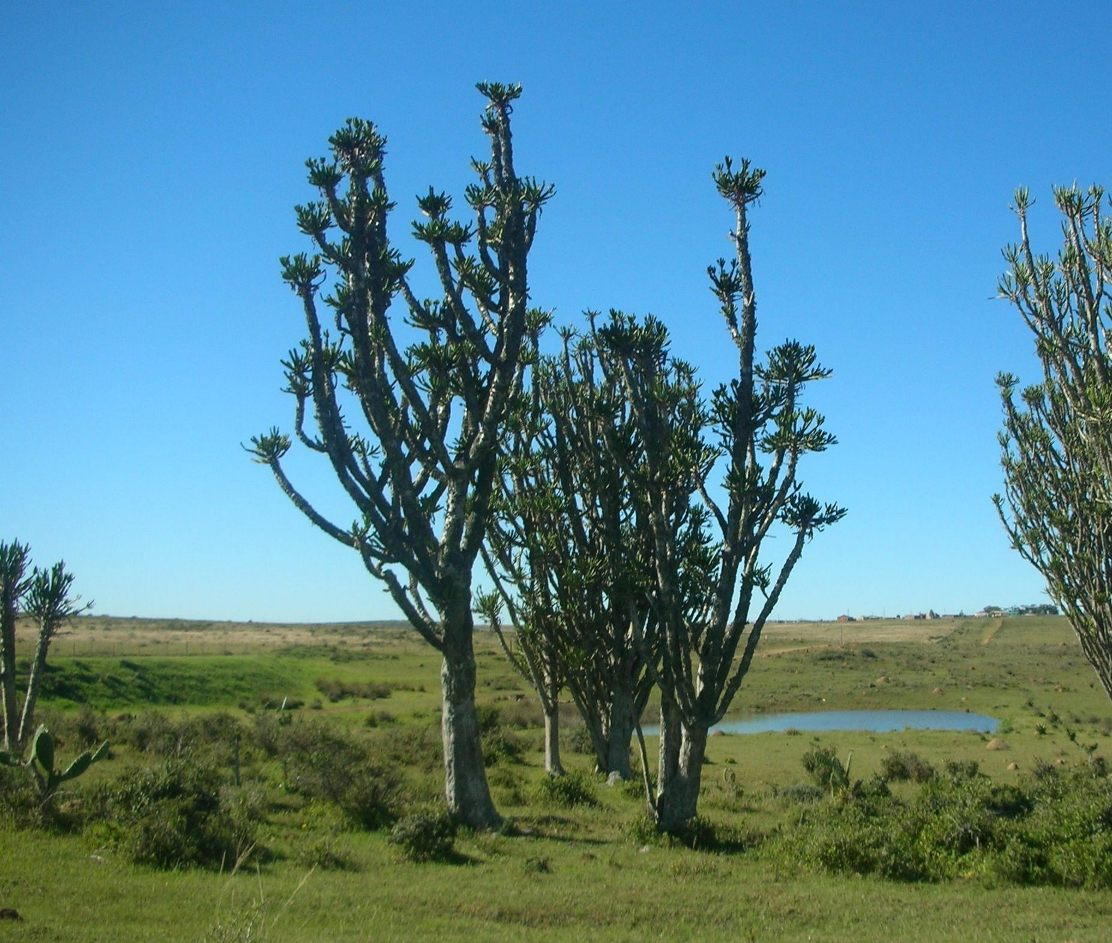
Paisatge prop del curs mitjà del Great Fish River

El Great Fish River (Gran Riu Fish), és un riu de Sud-àfrica que s'anomena great per distingir-lo del Riu Fish de Namíbia. Té una llargada de 644 quilometres (400 mi) i està situat a la província del Cap Oriental. La zona costanera entre Port Elizabeth i la desembocadura del Fish River porta el nom de Sunshine Coast. Originàriament aquest riu va rebre el nom de Rio do Infante, per João Infante, el capità d'una de les caravel·les de Bartolomeu Dias. Infante visità aquest riu el 1480.

## Curs
El Gran riu Fish s'origina a l'est de Graaff-Reinet i discorre per Cradock. Més al sud, el riu Tarka s'uneix al seu marge esquerre. Des d'allí fa un gir ziga-zaga cap a Cookhouse, des d'on es dirigeix cap avall a l'est de Grahamstown abans de la seva recta final directa fins a la seva ria 8 km al nord-est de Seafield, cap l'oceà Índic.
El riu és generalment permanent, tenint aigua durant tot l'any, tot i que el seu naixement es troba en una regió àrida, i el flux natural pot ser lent en l'estació seca més enllà de la refluència i el flux de les marees; actualment, l'aigua del sistema del riu Orange es pot utilitzar per mantenir el seu flux en períodes secs.
Els seus afluents principals són el Groot Brak River, el riu Tarka i el riu Kap al costat esquerre i el riu Little Fish al costat dret.
The Great Fish River és part del Fish to Tsitsikama Water Management Area.

## Clima
Desembocadura del riu: el clima és temperat amb al voltant de 650 mm de pluja que cau principalment durant la primavera i la tardor. Les temperatures mitjanes van des de 12° C fins a 24° C amb extrems tan baixos com 2° C o fins a 40° C.

### Flora
Desembocadura riu: matoll de la vall, matoll de duna, vegetació riberenca i fynbos. Els Encephalartos altensteinii, el vermell i el Sideroxylon inerme són arbres protegits. Altres espècies significatives són l'acàcia, Dombeya rotundifolia, Schotia afra, Strelitzia nicolai, Acokanthera oblongifolia, Harpephyllum caffrum, Erythrina lysistemon i Zanthoxylum capense.

### Fauna
Hi ha Sandelia bainsii al Kat River.

## Història
Durant el segle xix aquest riu formava la frontera de la Cape Colony i va ser molt contestada durants les guerres Xhosa,